# Cody Burger
Cody Michael Burger (* 4. August 1983 in Los Angeles, Kalifornien) ist ein US-amerikanischer ehemaliger Kinderdarsteller. Seine bekannteste Rolle ist die des Rocky Johnson in Schöne Bescherung von 1989, die jedes Jahr zur Weihnachtszeit im deutschen Fernsehen gezeigt wird und zu den Weihnachtsklassikern gezählt wird.

## Leben
Burger war erstmals 1989 in einer Nebenrolle im Film Schöne Bescherung als Schauspieler tätig. In den folgenden zwei Jahren war er in jeweils einer Episode der Fernsehserien Alles außer Liebe und Hör mal, wer da hämmert zu sehen. Anfang bis Mitte der 1990er Jahre hatte er Nebenrollen in Dollman – Der Space-Cop!, Forever Young und Pet Shop, 1995 hatte er in Pfundskerle eine der Hauptrollen inne. Anschließend zog er sich vom Schauspiel zurück.
Er studierte an der Florida State University und ist heute als Netzwerktechniker tätig. Er lebt in Tallahassee, Florida.

## Filmografie
- 1989: Schöne Bescherung (National Lampoon's Christmas Vacation)
- 1990: Alles außer Liebe (Anything But Love) (Fernsehserie, Episode 2x21)
- 1991: Hör mal, wer da hämmert (Home Improvement) (Fernsehserie, Episode 1x05)
- 1991: Dollman – Der Space-Cop! (Dollman)
- 1992: Forever Young
- 1994: Pet Shop
- 1995: Pfundskerle (Heavy Weights )